# Brunellia zamorensis
Brunellia zamorensis är en tvåhjärtbladig växtart som beskrevs av Julian Alfred Steyermark. Brunellia zamorensis ingår i släktet Brunellia och familjen Brunelliaceae. Inga underarter finns listade i Catalogue of Life.